# ユラテとカスティティス

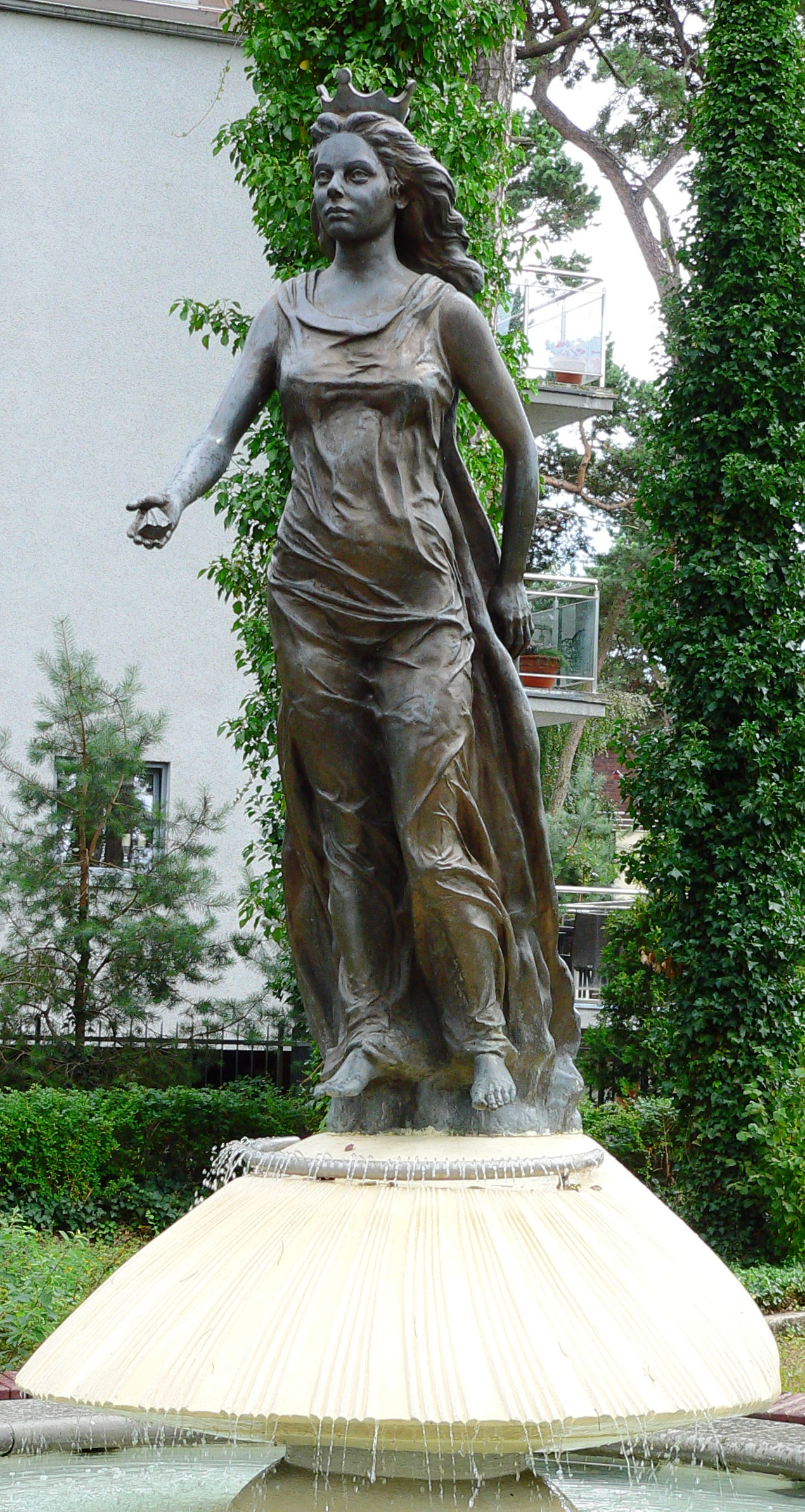
ポーランドのユラタにある、女神ユラテの像

ユラテ（ユーラテ、ユラタとも。Jūratė）と カスティティス（カスティリスとも。Kastytis）は、リトアニアで最も有名かつ身近な伝説や民話の一つに登場する女性と男性である。彼らの物語は、Liudvikas Adomas Jucevičius によって1842年に書き記されたのが最初である。それ以後、物語はたびたび現代詩やバレエ、時にはロック・オペラにさえ翻案された。

## あらすじ
あらすじはヴァリアントによって若干の違いがあるが基本的な要素は同じである。女神のユラテは、バルト海の中にある琥珀でできた美しい宮殿に住んでいた。彼女は海と海に住む生き物すべてを支配していた。さて、カスティティスという名のある若い漁師が、多くの魚を獲って平穏を乱していた。ユラテは、カスティティスを罰して平穏を取り戻そうとしたが、この美しい漁師との恋に落ちてしまった。二人はしばらくの間、宮殿で楽しい時を過ごした。しかし、雷神ペルクナスが、不死である女神が死を定められた人間との恋に落ちたことを知った。ペルクナスは激怒し、琥珀の宮殿を攻撃した。宮殿は砕け散って無数の破片になった。ペルクナスによって、カスティティスは殺され、ユラテは海底の廃墟または岩に鎖で繋がれた。
伝説によると、バルト海の上で嵐が起こった後に、岸辺に琥珀の破片が流れ着くのはこの出来事に由来するという。岸辺に打ち寄せられる琥珀の破片は、カスティティスの死を悲しんだユラテの涙であり、特に大きな破片は宮殿のかけらだという。そしてまた、ユラテはこんにちでも彼を哀悼しており、人々は海でユラテの悲しげな声を聞くことができるという。

## 詩人シェミェンスキによる伝説
ポーランドの詩人ルツィヤン・シェミェンスキ（1809年 - 1877年）は、ポーランドや近隣国の伝説を収録した『ポーランド、ロシア、リトワニアの伝承と伝説 (波: Podania i legendy polskie, ruskie i litewskie)』を出版している。ポーランドのバルト海沿岸のカシュブィにも伝わるこの伝説も、「バルト海の女王 (波: Królowa Baltyku)」の題名で収められている。
シェミェンスキの記したところでは、バルト海の女王であるユラタ（ユラテ）は、空と大地と海を支配する神プラアムジマス (Praamżimas) の娘であった。漁師カスティリス（カスティティス）を罰するべく彼の前に姿を現したユラタだったが、お互いに相手の美しさに惹かれた。ユラタはある山にカスティリスの名に由来するカスティティという名前をつけると、毎晩のように海辺から現れ、その山でカスティリスと共に過ごした。1年後、ペルクン（ペルクナス）がこの事を知って激怒し、海の宮殿に戻ったユラタへ向けて稲妻を放った。稲妻は琥珀の宮殿を破壊し、ユラタの命も奪った。さらに、プラアムジマスがカスティリスを捕らえて海底の岩に拘束し、ユラタの遺体を間近に見ながら嘆き続ける定めを負わせた。人々は、海からのカスティリスの嘆きの声を聞くことができる。また、海岸に打ち上げられる琥珀とは宮殿の破片であるという。

## 脚注

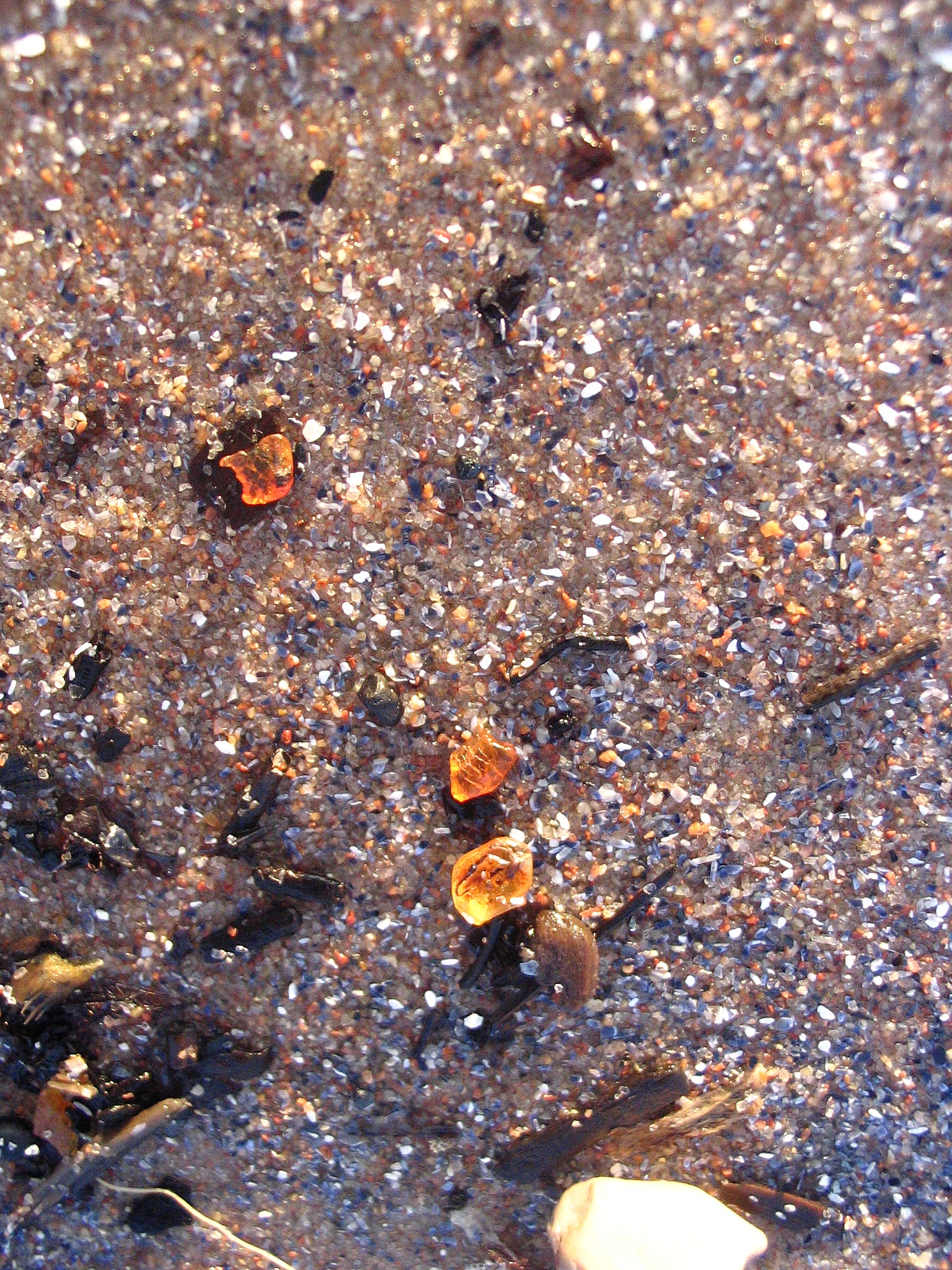
バルト海の琥珀。

## ギャラリー
- ユラテの像（正面より）
- ユラテの像の上半身
- パランガ（リトアニア）の市章にあしらわれた、ユラテの王冠と琥珀のネックレス